# Metoda fotografică
M. Wolf, directorul Observatorului astronomic din Heidelberg, a folosit metoda fotografică pentru descoperirea asteroizilor, în anul 1891. Până atunci, descoperirile se făceau vizual: o regiune a cerului se compara cu o hartă stelară amănunțită. Orice steluță care nu se găsea pe hartă era suspectată de a fi asteroid și atunci observațiile se repetau spre a se vedea dacă presupusul asteroid se mișcă printre stelele vecine. După un număr mai mare de observații, se calcula orbita noului asteroid, care primea un număr și un nume, fiind definitiv recunoscut ca o mică planetă nouă. De cela mai multe ori, descoperirea se făcea întâmplător, cu ocazia observării unui asteroid cunoscut, prin urmare numărul descoperirilor nu putea crește prea repede. Metoda fotografică a lui Wolf a ușurat și a simplificat mult observarea asteroizilor cunoscuți și descoperirea celor noi. A devenit posibilă o cercetare sistematică a cerului (mai ales a regiunii elipticii), în vederea descoperirii noilor asteroizi.